# Megascops sanctaecatarinae
Megascops sanctaecatarinae е вид птица от семейство Совови (Strigidae).

## Разпространение
Видът е разпространен в Аржентина и Бразилия.